# Hoyt, Kansas
Hoyt är en ort i Jackson County i Kansas. Orten har fått sitt namn efter abolitionisten och juristen George Henry Hoyt. Vid 2010 års folkräkning hade Hoyt 669 invånare.